# 哈爾濱大劇院
哈爾濱大劇院坐落于中国黑龙江省哈爾濱市松北区，是依照北國風光來設計的哈爾濱地標性建築，占地面积7.2万平方米，建筑面积7.9万平方米，净高63.48米，总投资人民币12.79亿元。大剧院先由驱动传媒运营，驱动传媒也曾经营天津大剧院。

## 布局设计
哈尔滨大剧院由馬岩松創辦的MAD建筑事务所設計，内设大、小两个剧场，分別可容纳觀眾1538和414人.

## 奖项
2015年在著名建築新聞網站ArchDaily舉辦的“世界年度作家建築獎”中，被選為“最佳文化類建築”，更是唯一一個獲獎中國作品。